# Lil Debbie
Джордан Капоцці (англ. Jordan Capozzi; нар. 2 лютого 1990, Олбані, Каліфорнія, США) — американська репер виконавиця, модель, дизайнер, відоміша за сценічним ім'ям Lil Debbie. Стала відомою завдяки участі у гурті White Girl Mob разом з реперками Kreayshawn та V-Nasty. 2012 року розпочала соло кар'єру, випустивши серію синглів у співпраці з RiFF RaFF та V-Nasty.

## Біографія
Народилася в Олбані, Каліфорнія, в італійській родині. Має подвійне громадянство США та Італії. Після закінчення школи навчалась у Інституті модельного дизайну та мерчандайзингу.
Протягом 2011 року була учасницею гурту White Girl Mob.
2012 року після співпраці з репером RiFF RaFF випустила такі пісні як «Squirt», «Brain Freeze», «Michelle Obama» та «Suckas Askin' Questions». 2013 року вийшов сингл «I Do It» записаний за участі K00LJOHN.
22 жовтня 2013 року Деббі випустила свій перший EP під назвою Queen D, який включав у себе три пісні та два ремікси. Другий EP California Sweetheart побачив світ 25 березня 2014 року. 5 серпня вийшов її третій міні-альбом California Sweetheart Pt. 2, який став продовженням попереднього.
3 березня 2017 року відбувся реліз її четвертого EP XXIII, який був записаний за участі Cesqeaux, Moksi, The Galaxy, Yung Felix, Yellow Claw та FS Green.

## Дискографія

### Студійні альбоми
- Debbie (2016)[8]
- OG In My System (2017)[9]
- In My Own Lane (2018)

### Альбоми компіляцій
- California Sweetheart (2014)

### EP
- Queen D (2013)
- California Sweetheart, Pt. 1 (2014)
- California Sweetheart, Pt. 2 (2014)
- Home Grown (2015)
- XXIII (2017)
- I'm The Rapper He's The Producer (2018)
- Bay Chronicles (2019)

### Сингли
- «Brain Freeze» (with Riff Raff) (2012)
- «Gotta Ball» (with V-Nasty) (2012)
- «Michelle Obama» (featuring Riff Raff) (2012)
- «I Do It» (featuring Kool John) (2013)
- «Ratchets» (2013)
- «Bake a Cake» (2013)
- «$lot Machine» (2014)
- «Work the Middle» (2014)
- «Me and You» (2015)
- «Lofty» (2015)
- «Break It Down» (2015)
- «Summer» (2017)
- «2 Cups» (2017)
- «Boss Bitch» (featuring Kim Lee) (2017)